# Ningcheng
Ningcheng är ett härad  som lyder under Chifengs stad på prefekturnivå i Inre Mongoliet i Kina.